# Pramprojektas
Pramprojektas (Прампрое́ктас, сокращение словосочетания, означающего «Промышленное проект(ирование)» VSE: PRM1L) — литовская инжиниринговая компания. 
Главный офис компании расположен в г. Каунас.

## Деятельность
В 2005 году оборот компании составил 7 млн литов.